# Wet inkomensvoorziening oudere en gedeeltelijk arbeidsongeschikte werkloze werknemers
De Wet inkomensvoorziening oudere en gedeeltelijk arbeidsongeschikte werkloze werknemers (IOAW) is een onderdeel van de Nederlandse sociale zekerheid en biedt een (aanvulling op het) inkomen tot het sociaal minimum aan:
1. oudere werklozen die na het bereiken van de leeftijd van 50 jaar recht hebben gekregen op een WW-uitkering en van wie het recht op WW-uitkering is verstreken;
2. gewezen oudere arbeidsongeschikten die na het bereiken van de leeftijd van 50 jaar recht hebben gekregen op een loongerelateerde WGA-uitkering en wier recht op WGA-uitkering nadien is geëindigd, omdat de mate van arbeidsongeschiktheid niet langer ten minste 35% bedraagt.

Het is een aflopende regeling, alleen voor werknemers geboren vóór 1965. Als zo iemand minstens 50 jaar oud was toen hij werkloos werd, kan hij bij voldoende arbeidsverleden in aanmerking komen voor een IOAW-uitkering als zijn WW-uitkering afloopt. De IOAW-uitkering vult het gezinsinkomen aan tot bijstandsniveau, dit betekent dat het inkomen van de echtgenoot of partner wordt meegeteld. Anders dan bij de Participatiewet is er geen vermogenstoets. De uitkering duurt tot uiterlijk de AOW-leeftijd.

## Oudere werklozen
Voormalige werknemers geboren vóór 1965 kunnen een IOAW-uitkering krijgen na afloop van hun WW-uitkering als ze op of na hun 50ste werkloos werden en toen voldeden aan de jareneis van de WW. Dit laatste wordt bewerkstelligd door de eis dat een recht op WW-uitkering moet zijn verkregen met een duur van meer dan drie maanden.
Werknemers die op een leeftijd van zestig jaar of ouder werkloos worden en die langer dan drie maanden recht hebben op een WW-uitkering hebben vervolgens recht op een uitkering op grond van de tijdelijke Wet inkomensvoorziening oudere werklozen (IOW). Verschil tussen de IOAW en de IOW is dat bij de IOW de leeftijdsgrens voor werkloos worden 60 jaar is en het inkomen van de partner niet wordt meegeteld. Voor mensen met een werkende partner is de IOW dus gunstiger.
Het recht op IOW prevaleert.  Er ontstaat voor iemand die recht heeft op IOW alleen recht op een IOAW-uitkering indien en voor zover die uitkering hoger is dan de IOW-uitkering. Dit zal slechts in een enkel geval voorkomen.

## Gewezen oudere arbeidsongeschikten
Recht op IOAW-uitkering heeft ook degene die na het bereiken van de leeftijd van 50 jaar recht heeft gekregen op een loongerelateerde werkhervattingsuitkering gedeeltelijk arbeidsongeschikten en wiens recht op werkhervattingsuitkering gedeeltelijk arbeidsgeschikten nadien is geëindigd omdat zijn mate van arbeidsongeschiktheid niet langer ten minste 35% bedraagt.
Het oude, maar nog gehandhaafde "oudere en gedeeltelijk arbeidsongeschikte" in de naam van de wet moet dus eigenlijk zijn "oudere", want jongere gedeeltelijk arbeidsongeschikten komen er niet meer voor in aanmerking.

## Uitvoering door gemeente
De IOAW is een wet van het Ministerie van Sociale Zaken en Werkgelegenheid, de wet wordt uitgevoerd door gemeenten. Een IOAW-uitkering wordt echter niet aangevraagd bij de gemeente, maar bij het UWV WERKbedrijf.
Gemeenten ontvangen van het Rijk één ongeoormerkt budget (de zogenaamde gebundelde uitkering o.g.v. art. 69 Participatiewet) voor de financiering van de uitkeringen Participatiewet, IOAW, IOAZ en Bbz alsmede voor loonkostensubsidies Participatiewet.

## Gezamenlijke huishouding
Bij de IOAW wordt als echtgenoot mede aangemerkt de niet met de werkloze werknemer gehuwde persoon met wie de werkloze werknemer een gezamenlijke huishouding voert, tenzij het betreft een bloedverwant in de eerste graad of een bloedverwant in de tweede graad indien er bij een van de bloedverwanten in de tweede graad sprake is van zorgbehoefte (zie echter afschaffing bevoordeling van broers en zussen enz. t.o.v. niet-verwanten). De alleenstaande werkloze werknemer wordt gedefinieerd als de niet gehuwde dan wel duurzaam gescheiden levende werkloze werknemer, die niet een gezamenlijke huishouding voert, of waarbij bovengenoemde uitzondering geldt, en die niet is een thuisinwonende werkloze werknemer. Het normbedrag is hoger bij een gezamenlijke huishouding, zie onder.
Huisbezoek kan onder meer toegepast worden om te controleren of geen gezamenlijke huishouding met iemand met een eigen inkomen (met name een inkomen boven het extra normbedrag) verzwegen wordt.
Een gezamenlijke huishouding geeft in uitzonderingsgevallen recht op een hogere uitkering dan indien beiden geacht worden een aparte huishouding te hebben, bijvoorbeeld als de één een IOAW-uitkering krijgt en de ander geen inkomen heeft, maar wegens vermogen geen recht heeft op een Participatiewet-uitkering. Dan is dus een bloedverwantschap in de eerste graad, of een bloedverwantschap in de tweede graad waarbij een van de bloedverwanten in de tweede graad zorg behoeft, juist onvoordelig.

## Hoogte van de uitkering
Per 1 januari 2020 bedraagt de netto uitkeringsnorm (grondslag in artikel 5) inclusief vakantietoeslag voor gehuwden € 1.503,32  (100% netto minimumloon), voor alleenstaanden € 1.052,53 (70% netto minimumloon) en voor alleenstaanden met een of meer kostendelers € 751,66 (50% netto minimumloon, sinds 1 januari 2019).
Het gaat om "inkomen uit arbeid" en "overig inkomen". Het Algemeen inkomensbesluit socialezekerheidswetten bepaalt wat daaronder verstaan wordt: inkomen uit tegenwoordige en vroegere arbeid (zoals loon, winst uit onderneming, resultaat uit overige werkzaamheden en pensioen) en de meeste uitkeringen uit volksverzekeringen, werknemersverzekeringen en sociale voorzieningen, maar bijvoorbeeld niet een lijfrente-uitkering (behalve als het recht daarop is toegekend ter vervanging van gederfd of te derven loon) en inkomsten uit vermogen.
Anders dan bij de Participatiewet is het vermogen geen beletsel, maar het inkomen uit vermogen wordt wel in aanmerking genomen (rente etc.).

## Herleving
Artikel 7 bepaalt: Indien het recht op uitkering als gevolg van werkaanvaarding van de werkloze werknemer of de echtgenoot is geëindigd, en vervolgens opnieuw werkloosheid ontstaat, herleeft het recht op uitkering.

## Plichten
Net als bij de Participatiewet heeft iemand met een IOAW-uitkering een sollicitatieplicht en moet hij elk geschikt werk aannemen, ook als dat werk niet aansluit bij zijn opleidingsniveau of werkervaring. Houdt de uitkeringsgerechtigde zich niet aan de eisen die de IOAW stelt, dan kan de gemeente de uitkering korten of geld terug vorderen.
Artikel 37, eerste lid, onderdeel b bepaalt dat de uitkeringsgerechtigde zich als werkzoekende bij het UWV moet laten registreren en die registratie steeds tijdig moet laten verlengen. Deze registratie vindt plaats bij het UWV WERKbedrijf.
De Wet van 22 december 2011 tot wijziging van de Wet werk en bijstand en samenvoeging van die wet met de Wet investeren in jongeren gericht op bevordering van deelname aan de arbeidsmarkt en vergroting van de eigen verantwoordelijkheid van uitkeringsgerechtigden heeft aan artikel 37, eerste lid, een onderdeel f toegevoegd (overeenkomstig een wijziging van de Wet werk en bijstand) met de verplichting naar vermogen door het college van burgemeester en wethouders opgedragen onbeloonde maatschappelijk nuttige werkzaamheden te verrichten die worden verricht naast of in aanvulling op reguliere arbeid en die niet leiden tot verdringing op de arbeidsmarkt. Zie ook Wet maatregelen Wet werk en bijstand en enkele andere wetten.

## Geschiedenis
De Wet van 29 november 2007, houdende wijziging van een aantal wetten van het Ministerie van Sociale Zaken en Werkgelegenheid (Verzamelwet SZW-wetgeving 2008) bepaalt onder meer dat voor het verkrijgen van
een IOAW-recht moet zijn voldaan aan zowel de wekeneis (artikel 17 van de Werkloosheidswet (WW)) als de jareneis (artikel 42, tweede lid, van de WW). Met de Wet wijziging WW-stelsel was abusievelijk geregeld dat oudere werknemers die op of na 1 oktober 2006 werkloos worden al een IOAW-recht kunnen krijgen als zij alleen voldoen aan de wekeneis.

### Intrekking oud wetsvoorstel
Uit 2006 dateert het wetsvoorstel Wijziging van de Wet inkomensvoorziening oudere en gedeeltelijk arbeidsongeschikte werkloze werknemers in verband met het opnemen in deze wet van een vermogenstoets, waarbij het eigen huis buiten beschouwing wordt gelaten, ten aanzien van personen die werkloos worden tussen het 50ste en 55ste levensjaar. Het wetsvoorstel is nooit behandeld in de Tweede Kamer. In november 2012 heeft de premier aangekondigd dat het wetsvoorstel wordt ingetrokken.

### Afbouw
De Wet werk en zekerheid verving bij ontslag in 2015 of later de leeftijdsgrens van 50 jaar bij ontslag door de voorwaarde dat de betrokkene in 1964 of eerder geboren is. Anders gezegd: de leeftijdsgrens bij ontslag gaat sinds 1 januari 2015 dagelijks een dag omhoog. Op bijvoorbeeld 31 juli 2019 is deze dus 54 jaar en 7 maanden.